# 스티븐 밴 잰트
스티븐 밴 잰트(Steven Van Zandt, 1950년 11월 2일 ~ )는 미국의 가수이자 배우이다. 또한 리틀 스티븐(Little Steven) 혹은 마이애미 스티브(Miami Steve)라는 예명으로도 잘 알려져 있다.